# Dalsbruk Oy

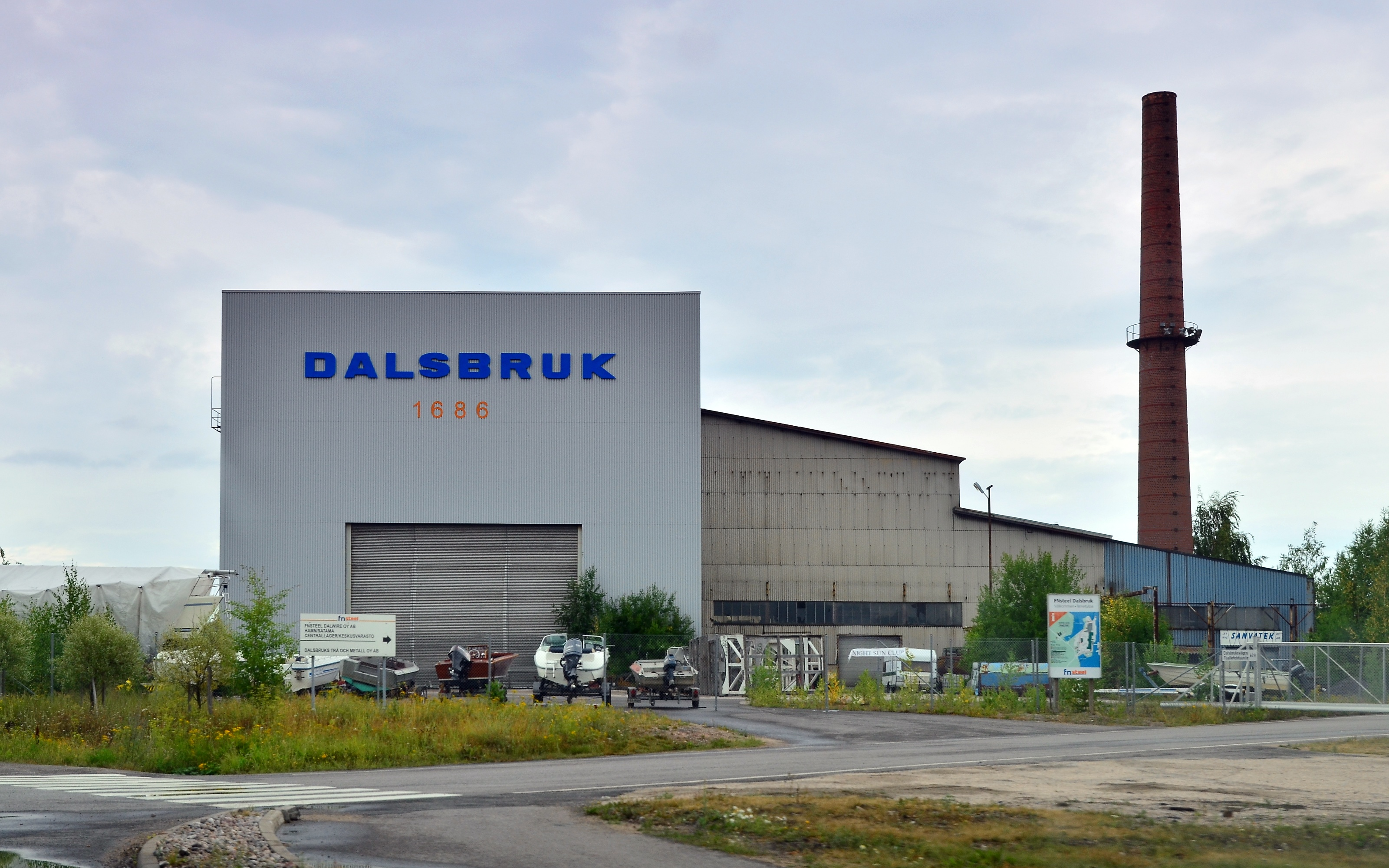
Bruksbyggnaden i Dalsbruk.

Dalsbruk Oy Ab, även kallat Ovako Wire Oy Ab, tillverkar långa stålprodukter såsom valstråd och har sitt ursprung i Dalsbruks Järnverk som grundades i Dalsbruk år 1686. Dalsbruks Järnverk har bytt ägare mer än 20 gånger. I valsverket i Dalsbruk produceras årligen 400 000 ton valstråd av cirka 200 anställda.